# آن بوچنز
آن بوچنز (انگلیسی: Anne Bauchens; ۲ فوریهٔ ۱۸۸۲ – ۷ مهٔ ۱۹۶۷) یک تدوین‌گر اهل ایالات متحده آمریکا بود.
وی برنده جوایزی همچون جایزه اسکار بهترین تدوین فیلم شده‌است.
تدوین‌گر سیسیل بی. دمیل بود و از فیلم کارمن در سال ۱۹۱۵ تا ده فرمان در ۱۹۵۶ به کار پرداخت.

## فیلم‌شناسی
- بزرگترین نمایش روی زمین
- ده فرمان (۱۹۵۶)
- ده فرمان (۱۹۲۳)
- نامه‌های عاشقانه
- شیکاگو
- سامسون و دلیله
- شاه شاهان
- جنگ‌های صلیبی
- کلئوپاترا
- بوکانیر
- دینامیت
- کارمن
- قتل شبه عمد
- دنده آدام